# Mission—Matsqui—Abbotsford
Pour les articles homonymes, voir Mission, Matsqui et Abbotsford.
 (mai 2025).
Circonscription électorale fédérale du Canada
Mission—Matsqui—Abbotsford est une circonscription électorale fédérale canadienne située en Colombie-Britannique.

## Géographie
La circonscription de Mission—Matsqui—Abbotsford comprend les parties du district régional de Fraser Valley constituées
 :
- des divisions électorales C et G de Fraser Valley ;
- de la partie de la division électorale F de Fraser Valley située au sud et à l'est d'une ligne décrite comme suit : commençant à la limite est de ladite division électorale à environ 49°27'22"de latitude N et 122°08'46" de longitude O; de là vers l'ouest en ligne droite jusqu'à la rive nord du lac Stave à environ 49°27'34" de latitude N et 122°13'09" de longitude O; de là généralement vers le sud suivant ledit lac jusqu'à l'extrémité la plus au nord-est de la municipalité de district de Mission ;
- de la partie de la municipalité de district de Kent située à l'ouest et au nord d'une ligne décrite comme suit : commençant à l'intersection de la limite sud du village de Harrison Hot Springs avec Hotsprings Slough; de là généralement vers le sud-ouest suivant Hotsprings Slough jusqu'à une ligne de transport d'énergie à environ 49°16'01"de latitude N et 121°46'47" de longitude O; de là généralement vers le sud suivant la ligne de transport d'énergie jusqu'au ruisseau Miami; de là généralement vers le sud-ouest suivant ledit ruisseau jusqu'au chemin Hot Springs; de là vers le sud suivant ledit chemin jusqu'à l'autoroute 7 (autoroute Lougheed); de là généralement vers le sud-ouest, l'ouest et le sud-ouest suivant ladite autoroute jusqu'à un ruisseau sans nom à environ 49°13'47" de latitude N et 121°52'10" de longitude O; de là vers le sud-est suivant ledit ruisseau sans nom et son prolongement vers le sud-est jusqu'à la limite sud de ladite municipalité de district ;
- de la partie de la municipalité de district de Mission située au sud et à l'est d'une ligne décrite comme suit : commençant à l'intersection de la limite est de ladite municipalité de district avec la rue Slave Lake; de là généralement vers le sud-ouest suivant ladite rue jusqu'à un point situé à environ 49°10'48" de latitude N et 122°16'37" de longitude O; de là vers l'ouest en ligne droite jusqu'à l'extrémité est de l'avenue Richards; de là généralement vers l'ouest suivant ladite avenue jusqu'au chemin Dewdney Trunk; de là vers le sud suivant ledit chemin jusqu'à l'avenue Keystone; de là vers le nord-ouest suivant ladite avenue jusqu'à la rue Clay; de là vers l'ouest et le sud suivant ladite rue jusqu'à la rue Tyler; de là généralement vers le sud-est et le sud suivant ladite rue jusqu'à la rue Wren; de là vers le sud suivant ladite rue et son prolongement jusqu'à un point au milieu du fleuve Fraser situé au nord de l'île de Matsqui; de là vers l'ouest et le nord-ouest suivant ledit fleuve jusqu'à la limite ouest de ladite municipalité de district ;
- de la partie de la ville d'Abbotsford située au nord et à l'est d'une ligne décrite comme suit : commençant à l'intersection de la limite ouest de ladite ville avec l'autoroute 1 (route Transcanadienne); de là vers le sud-est suivant ladite autoroute jusqu'au chemin Mt. Lehman; de là vers le nord suivant ledit chemin jusqu'à la promenade Sandpiper; de là vers l'est, le sud-est et l'est suivant ladite promenade, son prolongement et le chemin Upper Maclure jusqu'à la rue Alea Court; de là vers le nord-est suivant ladite rue jusqu'au chemin Upper Maclure; de là vers l'est suivant ledit chemin et son prolongement jusqu'au chemin Maclure; de là généralement vers l'est suivant ledit chemin jusqu'au chemin McCallum; de là vers le nord et l'est suivant ledit chemin jusqu'à l'autoroute 11 (autoroute Abbotsford-Mission); de là vers le sud suivant ladite autoroute jusqu'à la promenade Sumas; de là vers l'est et le sud suivant ladite promenade jusqu'à la limite sud de ladite ville ;
- du village de Harrison Hot Springs ;
- de la réserve indienne Chehalis no 5, la réserve indienne Holachten no 8 et la réserve indienne Matsqui Main no 2.

## Historique
La circonscription de Mission—Matsqui—Abbotsford est créée lors du redécoupage électoral de 2022-2023 à partir de trois circonscriptions abolies, soit celles de Mission—Matsqui—Fraser Canyon, Abbotsford et Langley—Aldergrove.

## Députés
| Législature                                                                                         | Années          | Député | Député   | Parti        |
| --------------------------------------------------------------------------------------------------- | --------------- | ------ | -------- | ------------ |
| Mission—Matsqui—Abbotsford issue de Mission—Matsqui—Fraser Canyon, Abbotsford et Langley—Aldergrove |                 |        |          |              |
| 45e                                                                                                 | 2025 – en cours |        | Brad Vis | Conservateur |

## Résultats électoraux
Modèle:Élection générale canadienne de 2025 — Mission—Matsqui—Abbotsford